# LIZARD
LIZARD（リザード）は、日本のロックバンド。

## 概要
1970年頃、灰野敬二の即興演奏のライブにて初ステージを踏んだモモヨ、カツを中心に、「幻想鬼」、「通底器」、「エレクトリック・モス」というバンド活動を経て、1972年、前身バンドである「紅蜥蜴」が結成された。シングルを2枚リリースした後、バンド名が現在の「LIZARD」となる。
音楽性は、所謂東京ロッカーズムーヴメントを牽引したパンク・ロックでありながら、キーボードやシンセサイザー、ヴォコーダー等の電子機器を駆使したテクノポップ寄りのニューウェイヴサウンドであった。
また、LIZARDには親衛隊が存在し、彼らは「リザードアーミー」と呼ばれた。
1978年、貸スタジオ「S-KENスタジオ」を中心として活躍していたバンドであるフリクション、ミラーズ、ミスター・カイト、S-KENとともに、「東京ロッカーズ」と称し、シリーズ・ライブを開始。
1979年、オムニバス・アルバム『東京ROCKERS』に2曲参加。そして11月21日、キングレコードより1st.アルバム『LIZARD』、シングル『T.V.MAGIC』をリリースしメジャーデビュー。プロデューサーはストラングラーズのジャン・ジャック・バーネルが担当した。
1980年、モモヨのプロデュースによる2nd.アルバム『BABYLON ROCKERS』、シングル『浅草六区』をリリース。そして、インディーズのジャンク・コネクションより「MOMOYO&LIZARD」名義でシングル『SA・KA・NA』をリリース。また、「紅蜥蜴」時代の音源がインディーズのシティ・ロッカーよりアルバム『けしの華』としてリリースされた。しかしその後、メンバーの交通事故や相次ぐ脱退、フロントマンであるモモヨが麻薬取締法違反容疑で逮捕される等、様々な理由が重なり、以後、断続的な活動となる。
1981年、その混乱の中、完成した3rd.アルバム『ジムノペディア』をトリオレコードよりリリース。
1983年から1984年にかけて、モモヨは、元P-MODELの秋山勝彦との「夢幻会社」、そして「MOMOYO&PSYKICKS」、「VISIONARY FRONT」などで活動。
1985年から翌年にかけて、インディーズのテレグラフ・レコードより、モモヨのソロ・シングル3枚『聖家族』、『虚空遍歴』、『空花』を立て続けにリリース。
1986年、テレグラフより「LIZARD」名義でミニアルバム『変易の書』をリリース。
1987年、同じくテレグラフよりアルバム『岩石庭園』をリリースした後、活動を休止。
2009年、長い活動停止の後、オリジナルメンバーであるモモヨ、ワカ、コー、ドラムに元ARBのキースを迎え復活。未発表音源を含む1973～2008年の全トラックを網羅したCD 10枚組に加え、未公開ライブ映像を収録したDVDがセットになったコンプリートBOX『Book of Changes Complete Works of Lizard』をリリース。そして、1st.アルバム発売と同じ日の11月21日に、22年ぶりのスタジオ・アルバム『リザードIV』をリリースした。
2010年4月5日には、新宿LOFTにおけるワンマンライブ「LIZARD SHINJUKU MEETING PREMIUM LIZARD VS JJ」で30年ぶりにストラングラーズのジャン・ジャック・バーネルと共演を果たした。

## メンバー
- モモヨ（管原庸介） (Vo　Guitar)
- コー（中島幸一郎）　(Vo　Electronics)
- ワカ（若林一彦）　(Vo　Bass)
- キース（元ARB） (Drums)

## 旧メンバー
- カツ（塚本勝巳）（Mid Cambrian period、熊のジョン、元阿呆船） (Guitar)
- キタガワ（北川哲生）（元無限水路）　(Guitar)
- ツネ（若林恒男）（ワカの実弟）　(Drums)
- ベル（吉本孝）　(Drums)

## ディスコグラフィ

### 紅蜥蜴

#### シングル
- 「SEXUS / 白いドライブ」（1977）
- 「DESTROYER / 黒い人形使い」（1977）

#### アルバム
- 「けしの華」（1980）

### LIZARD

#### シングル
- 「T.V.MAGIC / NEW KIDS IN THE CITY」（1979）
- 「浅草六区 / ミーシャ」（1980）　※B面はソ連のアフガニスタン侵攻をテーマにした曲
- 「SA・KA・NA」（1980）　※水俣病をテーマにしたシングル
- 「SAVE MOMOYO」（1981）　※モモヨ逮捕の裁判費用をカンパしてくれたファンへの御礼としてライブで無料配布されたシングル

#### アルバム
- 「LIZARD」（1979）
- 「BABYLON ROCKERS」（1980）
- 「ジムノペディア」（1981）
- 「LIZARD III」（1982） ※シングル「SAVE MOMOYO」などを収録したミニ・アルバム
- 「彼岸の王国」（1985） ※1978年東京、1979年ロンドンでのライブを収録
- 「変易の書」（1986） ※ミニ・アルバム
- 「岩石庭園」（1987）
- 「LIVE AT S-KEN STUDIO '78 and more!」（2002） ※1978年S-KENスタジオでのライブを収録
- 「東京ROCKERS '79 LIVE」（2005） ※1979年新宿ロフトでのライブを収録
- 「リザードⅣ」（2009）
- 「Book of Changes Complete Works of Lizard」（2009） ※CD10枚＋DVD1枚＋ブックレット
  - CD 「憂鬱な少年のバラード」/「真説けしの華」/「ドキュメント1979」/「鋼鉄都市」/「インディペンデントデイ」/「ジャンキータウン」/「脱王国記」/「現代謡曲集」/「岩石庭園」/「バビロニックワークス」
  - DVD「The Amazing LIZARD」/「1979 オリジナルPV」「1980 LIVE」/「2006 LIVE」/「2007 LIVE」

#### オムニバス
- 「東京ROCKERS」（1979） ※2曲参加

映像作品
- 「ROCK'N' ROLL WARRIORS Live’80」（2007） ※1980年のライブを収録したDVD

### 関連書籍
- 地引雄一「ストリート・キングダム～東京ロッカーズと80'sインディーズシーン」（2008） ※未発表ライブDVD付（LIZARDは2曲収録）